# Alcis amoenaria
Alcis amoenaria är en fjärilsart som beskrevs av Otto Staudinger 1897. Alcis amoenaria ingår i släktet Alcis och familjen mätare. Inga underarter finns listade i Catalogue of Life.